# 06
06 è il prefisso telefonico del distretto di Roma, appartenente al compartimento omonimo.
Il distretto comprende la parte centro-meridionale della Città metropolitana di Roma Capitale, alcuni comuni della provincia di Latina e il comune di Oriolo Romano (VT). Comprende inoltre la Città del Vaticano. Confina con i distretti di Civitavecchia (0766), di Viterbo (0761), e di Poggio Mirteto (0765) a nord, di Tivoli (0774) a est, di Frosinone (0775) a sud-est e di Latina (0773) a sud.
Il distretto di Roma è l'unico distretto telefonico italiano ad avere il prefisso con la cifra 6 dopo lo 0.

## Aree locali e comuni
Il distretto di Roma comprende 72 comuni (Vaticano escluso) inclusi nelle 12 aree locali di Albano Laziale, Anzio, Bracciano, Castelnuovo di Porto, Colleferro, Frascati, Ladispoli, Monterotondo, Palestrina, Pomezia, Roma e Velletri, coincidenti con gli omonimi ex settori, e nelle 18 Reti Urbane di Albano Laziale, Anzio, Aprilia, Bracciano, Carpineto Romano, Castelnuovo di Porto, Cisterna di Latina (LT), Colleferro, Cori (LT), Frascati, Ladispoli, Monterotondo, Olevano Romano, Palestrina, Pomezia, Roma, Valmontone e Velletri. I comuni compresi nel distretto sono: Albano Laziale, Anguillara Sabazia, Anzio, Aprilia (LT), Ardea, Ariccia, Artena, Bellegra, Bracciano, Campagnano di Roma, Canale Monterano, Capena, Capranica Prenestina, Carpineto Romano, Castel Gandolfo, Castel San Pietro Romano, Castelnuovo di Porto, Cave, Cerveteri, Ciampino, Cisterna di Latina (LT), Città del Vaticano (SCV), Colleferro, Colonna, Cori (LT), Fiumicino, Fonte Nuova, Formello, Frascati, Gallicano nel Lazio, Gavignano, Genazzano, Genzano di Roma, Gorga, Grottaferrata, Labico, Ladispoli, Lanuvio, Lariano, Magliano Romano, Manziana, Marino, Mazzano Romano, Mentana, Monte Compatri, Monte Porzio Catone, Montelanico, Monterotondo, Morlupo, Nemi, Nettuno, Olevano Romano, Oriolo Romano (VT), Palestrina, Pisoniano, Poli, Pomezia, Riano, Rocca di Cave, Rocca di Papa, Rocca Massima (LT), Rocca Priora, Rocca Santo Stefano, Roiate, Roma, Sacrofano, San Cesareo, San Vito Romano, Segni, Trevignano Romano, Valmontone, Velletri e Zagarolo.
AREE LOCALI E RETI URBANE.
Area Locale di Albano Laziale
Comprende le Reti Urbane di Albano Laziale e Aprilia.
Rete Urbana di Albano Laziale
Comprende i Comuni di: Albano Laziale, Ariccia, Castel Gandolfo, Genzano di Roma, Lanuvio, Marino e Nemi.
Rete Urbana di Aprilia
Comprende il solo Comune di Aprilia (LT).
Area Locale di Anzio
Comprende la sola Rete Urbana di Anzio.
Rete Urbana di Anzio
Comprende i soli due Comuni di Anzio e Nettuno.
Area Locale di Bracciano
Comprende la sola Rete Urbana di Bracciano.
Rete Urbana di Bracciano
Comprende, oltre la Frazione del Comune di Roma di Martignano, i Comuni di: Anguillara Sabazia, Bracciano, Canale Monterano, Manziana, Oriolo Romano (VT) e Trevignano Romano.
Area Locale di Castelnuovo di Porto
Comprende la sola Rete Urbana di Castelnuovo di Porto.
Rete Urbana di Castelnuovo di Porto
Comprende i Comuni di: Campagnano di Roma, Capena, Castelnuovo di Porto, Formello, Magliano Romano, Mazzano Romano, Morlupo, Riano e Sacrofano.
Area Locale di Colleferro
Comprende le sole due Reti Urbane di Carpineto Romano e Colleferro.
Rete Urbana di Carpineto Romano
Comprende il solo Comune di Carpineto Romano.
Rete Urbana di Colleferro
Comprende i Comuni di: Colleferro, Gavignano, Gorga, Montelanico e Segni.
Area Locale di Frascati
Comprende la sola Rete Urbana di Frascati.
Rete Urbana di Frascati
Comprende i Comuni di Colonna, Frascati, Grottaferrata, Monte Compatri, Monte Porzio Catone, Rocca di Papa e Rocca Priora.
Area Locale di Ladispoli
Comprende la sola Rete Urbana di Ladispoli.
Rete Urbana di Ladispoli
Comprende i soli Comuni di Cerveteri e Ladispoli.
Area Locale di Monterotondo
Comprende la sola Rete Urbana di Monterotondo.
Rete Urbana di Monterotondo
Comprende i Comuni di Fonte Nuova, Mentana e Monterotondo.
Area Locale di Palestrina
Comprende le Reti Urbane di Olevano Romano, Palestrina e Valmontone.
Rete Urbana di Olevano Romano
Comprende i Comuni di: Bellegra, Olevano Romano, Rocca Santo Stefano e Roiate.
Rete Urbana di Palestrina
Comprende i Comuni di: Capranica Prenestina, Castel San Pietro Romano, Cave, Gallicano nel Lazio, Genazzano, Palestrina, Pisoniano, Poli, Rocca di Cave, San Cesareo, San Vito Romano e Zagarolo.
Rete Urbana di Valmontone
Comprende i Comuni di: Artena, Labico e Valmontone.
Area Locale di Pomezia
Comprende la sola Rete Urbana di Pomezia.
Rete Urbana di Pomezia
Comprende i soli due Comuni di Ardea e Pomezia.
Area Locale di Roma
Comprende la sola Rete Urbana di Roma.
Rete Urbana di Roma
Comprende, oltre allo Stato della Città del Vaticano, i Comuni di: Ciampino, Fiumicino e Roma (eccetto la Frazione di Martignano).
Area Locale di Velletri
Comprende le Reti Urbane di Cisterna di Latina, Cori e Velletri.
Rete Urbana di Cisterna di Latina
Comprende il solo Comune di Cisterna di Latina (LT).
Rete Urbana di Cori
Comprende i Comuni di Cori (LT) e Rocca Massima (LT).
Rete Urbana di Velletri
Comprende i soli due Comuni di Lariano e Velletri.